# Sophie Chatel
Pour les articles homonymes, voir Chatel.
Sophie Chatel est une avocate-fiscaliste et femme politique canadienne, élue députée fédérale à la Chambre des communes du Canada dans la circonscription de Pontiac sous la bannière du Parti libéral du Canada, succédant à William Amos lors des élections fédérales canadiennes de 2021.

## Biographie

### Carrière
En 1994, Sophie Chatel obtient son baccalauréat en droit à l'Université de Montréal ainsi qu'une maîtrise en fiscalité à l'Université de Sherbrooke trois années plus tard. Aujourd'hui, elle est membre des Comptables professionnels agréés du Canada.

### Vie privée
Elle est mère de deux jumeaux et son mari est professeur d'histoire mondiale à l'Université d'Ottawa.